# Contramaestre
Contramaestre là một đô thị ở tỉnh Santiago de Cuba của Cuba.

## Thông tin nhân khẩu
Năm 2004, đô thị Contramaestre có dân số 101.832 người. Diện tích là 610 km² (235,5 mi²), với mật độ dân số là 166,9người/km² (432,3người/sq mi).